# Саватія
Саватія (рос. Савватия) — селище в Котлаському районі Архангельської області Російської Федерації.
Населення становить 350 осіб. Входить до складу муніципального утворення Котласький муніципальний округ.

## Історія
До 2022 року входило до складу муніципального утворення Черемуське поселення.

## Населення
| 2002 | 2010  | 2012 |
| ---- | ----- | ---- |
| 1971 | ↘1740 | ↘350 |